# 馬爾山
66°24′S 52°7′E / 66.400°S 52.117°E
馬爾山是南極洲的山峰，位於恩德比地，處於約翰斯頓峰以南15公里和道格拉斯峰以西15公里，在1930年1月由探險隊發現，以隨隊的動物學家命名。